# Sliotar

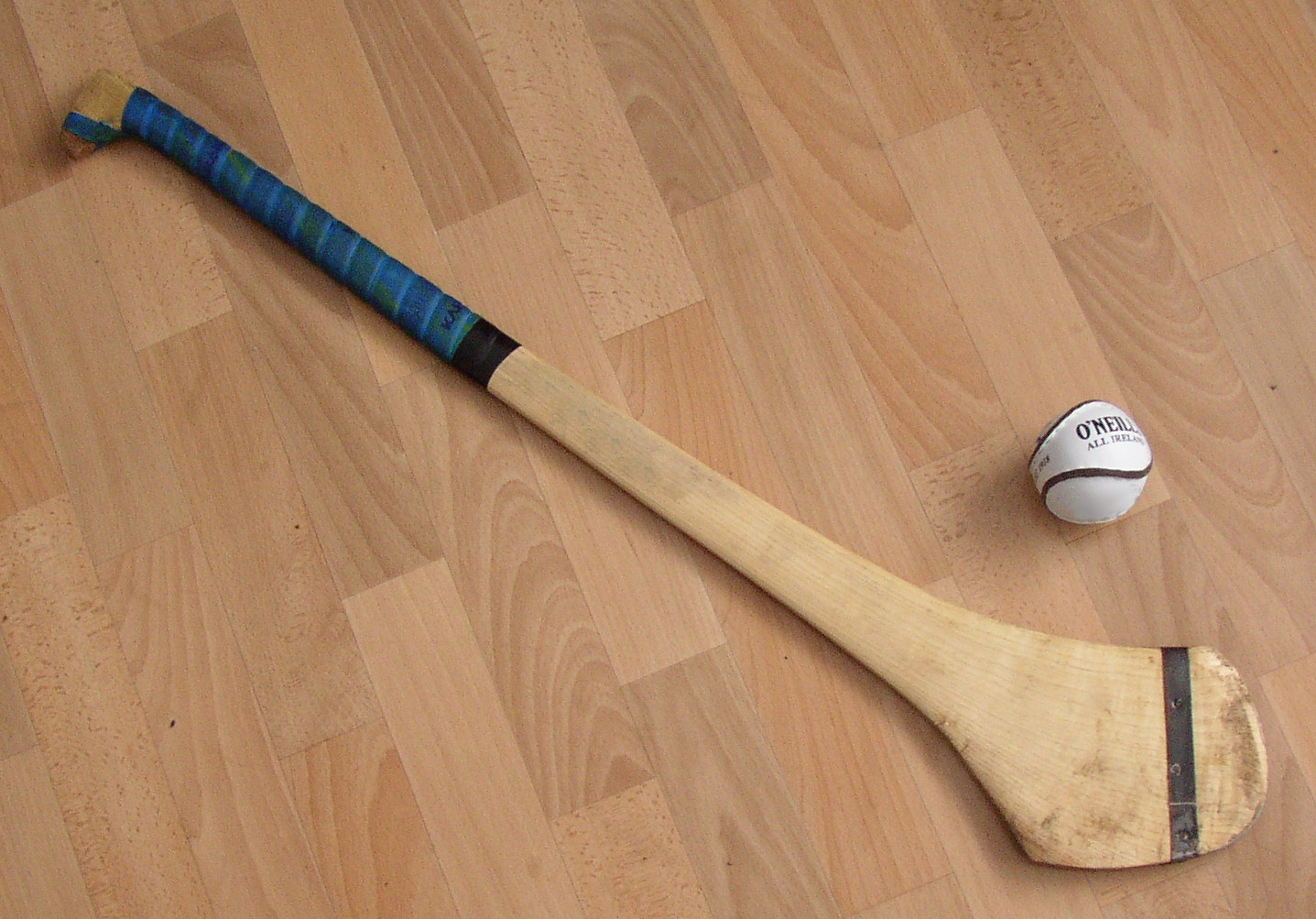
Hurley i sliotar.

Un sliotar (o sliothar, que pot derivar de les paraules gaèliques sliabh, que significa muntanya i thar, que significa creuar), que es pronuncia /ʃlʲɪt̪ˠəɾˠ/, és una dura pilota sòlida d'uns 70mm de diàmetre, uns 100 grams de pes, consistent en un nucli de suro cobert per dos trossos de cuir cosits. Recorda a la bola de beisbol però amb una costura més pronunciada. S'usa en els següents jocs gaèlics: hurling, camogie (versió femenina de l'hurling), rounders i shinty.
Els antics sliotars (anteriors a la creació de l'Associació Atlètica Gaèlica o Gaelic Athletic Association) podien ser de diversos materials, depenent de la seva procedència geogràfica:
- bronze buit
- fusta i cuir
- fusta, corda i cabell d'animals

A la tardor del 1884, Michael Cusack va fundar la Gaelic Athletic Association (Associació Atlètica Gaèlica) a la localitat de Thurles. Els esforços de Cusack de popularitzar el Hurling van desembocar en la creació d'un torneig en 1885 i d'un partit interregional a Dublín l'any 1886 entre Galway-sud i Tipperary-Nord. Va ser en aquest partit quan la pilota de cuir creada per Ned Terston es va convertir en el model estàndard que encara s'utilitza avui dia.